# دخترک کبریت‌فروش

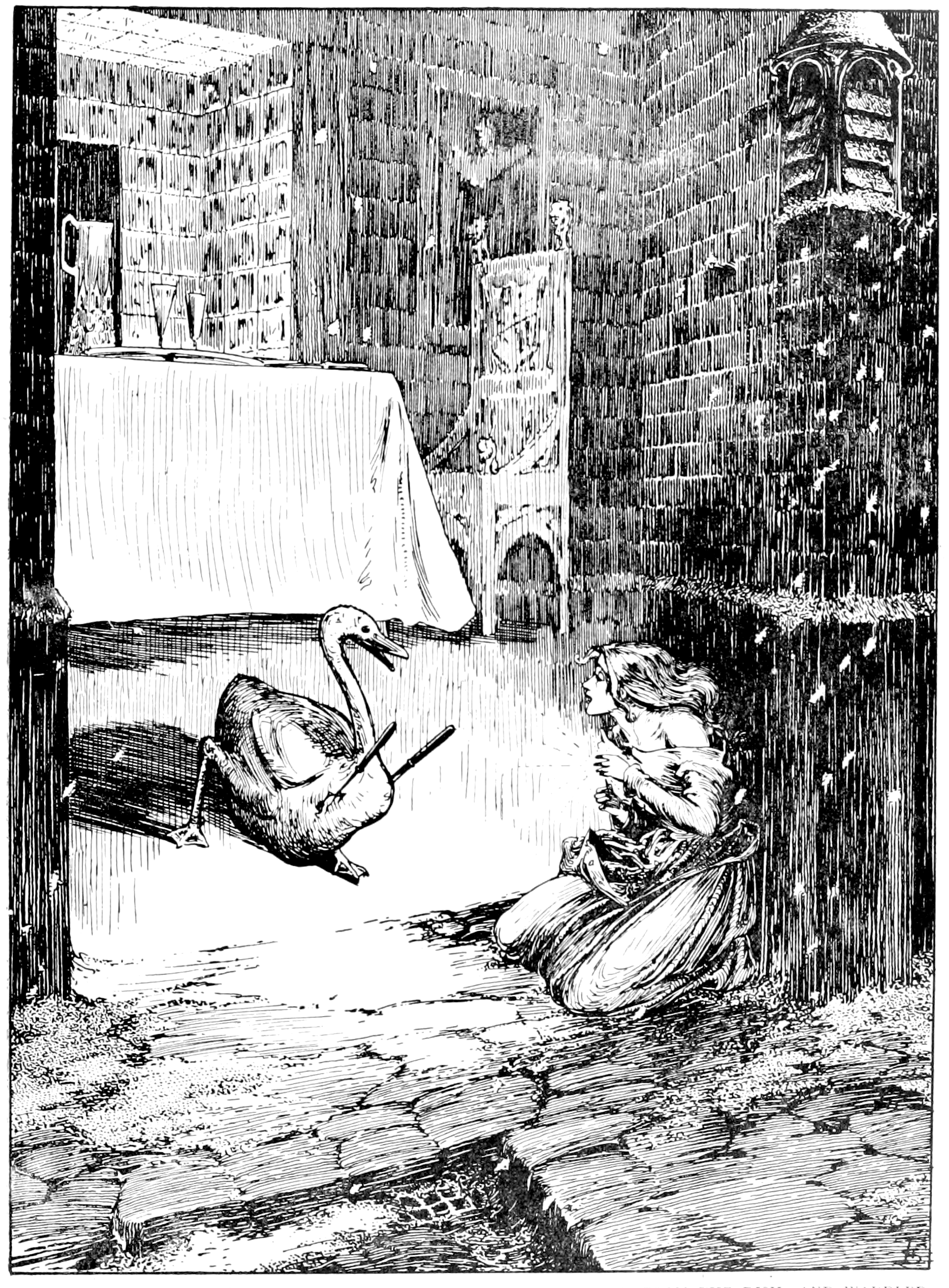
تصویرگری آثار هانس کریستیان آندرسن از هلن استراتون، ۱۸۹۹

«دخترک کبریت‌فروش» (به دانمارکی: Den Lille Pige med Svovlstikkerne) نام داستان کوتاهی از نویسنده و شاعر بنام دانمارکی، هانس کریستیان آندرسن است که نخست در دسامبر ۱۸۴۵ به چاپ رسید. این داستان دربارهٔ دخترک کبریت‌فروش فقیری است که در سرمای منجمدکنندهٔ شب سال نو سعی دارد تا کبریت‌هایش را به مردمی که مشغول خرید هستند، بفروشد اما کسی به او توجهی نمی‌کند و او که در پایان شب یکه و تنها در خیابان باقی مانده‌است، با روشن کردن تک‌تک کبریت‌ها و دیدن رویاهایش در نور آن‌ها در گوشهٔ خیابان از سرما جان می‌سپارد.
همچنین اقتباس‌هایی در قالب فیلم‌های پویانمایی و یک فیلم تلویزیونی موزیکال از این داستان صورت گرفته‌است.

## داستان
در شب سال نو، دخترکی فقیر و ژنده‌پوش که از شدت سرما به خود می‌پیچد سعی دارد تا کبریت‌هایش را به مردمی که برای خرید سال نو آمده‌اند بفروشد اما کسی توجهی به او نمی‌کند. پدر دخترک او را تهدید کرده که اگر تمام کبریت‌هایش را به فروش نرساند حق بازگشت به خانه را ندارد و اکنون که شب سربرآورده و خیابان‌ها خالی از مردمی شده که در کنار آتش گرم خانه‌هایشان مشغول جشن گرفتن سال جدید هستند، او تک و تنها با کبریت‌هایی که به فروش نرفته‌اند باقی‌مانده و جرأت بازگشت به خانه را ندارد.
سرما بیداد می‌کند و دخترک درگوشه‌ای پناه می‌گیرد و برای گرم کردن خود شروع به روشن کردن کبریت‌هایش می‌کند. در نور کبریت‌ها، او صحنه‌های دلپذیری همچون درخت کریسمس و شام سال نو را می‌بیند. سپس سرش را رو به آسمان گرفته و شهابی را می‌بیند و به یاد مادربزرگ درگذشته‌اش می‌افتد که به او گفته بود این ستاره‌ها نشانگر مرگ کسی هستند. با یاد مادربزرگش، دخترک کبریت دیگری را روشن می‌کند و در نور آن مادربزرگش را می‌بیند. دخترک تا آنجا که می‌تواند تمام کبریت‌هایش را یکی پس از دیگری روشن می‌کند تا مادربزرگش که تنها کسی بوده که دخترک را دوست داشته و به او محبت می‌کرده بیشتر در کنارش باقی بماند. دخترک می‌میرد و مادربزرگش روح او را با خود به بهشت می‌برد.
صبح روز بعد، مردم پیکر بی‌جان دخترک را، با گونه‌هایی سرخ و لبخندی بر لب در کنار کبریت‌های سوخته‌اش در گوشهٔ خیابان پیدا می‌کنند. مرگ او آن‌ها را اندوهگین ساخته و می‌گویند که او برای گرم کردن خودش این کبریت‌ها را آتش زده‌است، اما چیزی که نمی‌دانند این است که دخترک در نور شعلهٔ این کبریت‌ها چه مناظر دلپذیری را دیده‌است و چگونه آغاز سال نو را در کنار مادربزرگش جشن گرفته‌است.

## آثار این داستان در ایران
این داستان که پر از احساسات انسانی یک دختر بچه می‌باشد در ایران بسیار مورد استقبال قرار گرفت و تبدیل به یکی از پربیننده‌ترین برنامه کودک در ایران شد. در همین راستا یکی از نمایندگان مجلس شورای اسلامی محسن صرامی دلیل دوباره مطرح شدن این فیلم را جنبش فکری دخترک ولاشان دانست. لازم است ذکر شود این جنبش فکری بزرگ‌ترین گروه‌های فیسبوکی و وبلاگ نویسی ایران موسوم به درد و دل دخترک را دارند.
دخترک کبریت‌فروش (マッチ売りの少女) اقتباس عروسکی این اثر مربوط به سال ۱۹۶۷ کشور ژاپن است که به فارسی دوبله و در دهه شصت و هفتاد بارها از تلویزیون ایران پخش شد.